# Manuel Monzeglio
Manuel Monzeglio Velázquez (Santa Lucía, 25 settembre 2001) è un calciatore uruguaiano, centrocampista dell'Oriental.

## Carriera
Cresciuto nel settore giovanile del Nacional, ha esordito in prima squadra il 26 novembre 2021 disputando l'incontro di Primera División pareggiato 2-2 contro il Liverpool (M).

## Statistiche

### Presenze e reti nei club
Statistiche aggiornate al 7 aprile 2022.
| Stagione        | Squadra         | Campionato      | Campionato | Campionato | Coppe nazionali | Coppe nazionali | Coppe nazionali | Coppe continentali | Coppe continentali | Coppe continentali | Altre coppe | Altre coppe | Altre coppe | Totale | Totale |
| Stagione        | Squadra         | Comp            | Pres       | Reti       | Comp            | Pres            | Reti            | Comp               | Pres               | Reti               | Comp        | Pres        | Reti        | Pres   | Reti   |
| --------------- | --------------- | --------------- | ---------- | ---------- | --------------- | --------------- | --------------- | ------------------ | ------------------ | ------------------ | ----------- | ----------- | ----------- | ------ | ------ |
| 2021            | Nacional        | PD              | 2          | 0          |                 | -               | -               | CL+CS              | 0                  | 0                  | SU          | 0           | 0           | 2      | 0      |
| 2022            | Nacional        | PD              | 7          | 1          |                 | -               | -               | CL                 | 1                  | 0                  |             | -           | -           | 8      | 1      |
| Totale carriera | Totale carriera | Totale carriera | 9          | 1          |                 | -               | -               |                    | 1                  | 0                  |             | 0           | 0           | 10     | 1      |

## Palmarès

### Competizioni nazionali
- Supercopa Uruguaya: 1

Nacional: 2021
- Campionato uruguaiano: 1

Nacional: 2022